# او-۳۰۵
زیردریایی یو-۳۰۵ (به انگلیسی: German submarine U-305) یک زیردریایی بود که طول آن ۶۷٫۱ متر (۲۲۰ فوت ۲ اینچ) بود. این زیردریایی در سال ۱۹۴۲ ساخته شد.